# Muhammaddschon Schakurij
Muhammaddschon Schakurij (persisch محمدجان شکوری, tadschikisch Муҳаммадҷон Шакурӣ; russisch Мухаммаджон Шакури, auch Мухаммад Шарифович Шукуров Muhammad Scharifowitsch Schukurow; * Februar 1925 in Buchara; † 16. September 2012 in Duschanbe) war ein tadschikischer Schriftsteller und Literaturwissenschaftler persischer Sprache.
Shakuri ist für sein tadschikisch-persisches Wörterbuch bekannt; seine Schriften trugen wesentlich zum Erhalt der (im Sowjetreich teilweise bedrohten) tadschikischen Identität bei.

## Auszeichnungen
- Ständiges Mitglied der Akademie für persische Sprache und Literatur (1996)
- Ständiges Mitglied der Akademie der Wissenschaften Tadschikistans